# Фонтанная улица (Мариуполь)

## Исторические название
Наименование улиц в небольшом историческом центре Мариуполя произошло в 1876 году. Небольшая по протяженности в то время улица на северной окраине получила название Фонтанна 28 сентября 1876 года. Название было функциональным, потому что улица на окраине вела к большому фонтану, где был главный источник питьевой воды для жителей небольшого города. Даже когда город получил водопровод, а большой фонтан был ликвидирован, название «Фонтанна» осталось .
Во времена СССР носила название улица Ивана Франко. Историческое название «Фонтанна» возвращено в начале 1990-х гг.

## История увеличения улицы
На плане города за 1811 г. на ул. Фонтанной обозначено всего несколько жилых домов. Только в 1889 году за ней распланировали Евпаторийскую улицу, а застройку на Фонтанной протащили до улицы Константиновской. 1903 Фонтанну потащили к улице Бахмутской. К началу 21 в. Фонтанная протянулась до улицы Писарева, где и кончается. Смешная особенность в том, что на улице Фонтанной по сей день нет ни одного фонтана.

## Некоторые объекты улицы
Это был тихий и спальный район и в 19 веке, потому что важные транспортные магистрали и правительственные учреждения взяли на себя соседние улицы (Торговая, Николаевская, Куинджи, проспект Металлургов).
Фонтанна хранит ряд домов в историческом стиле сецессия, среди них и дом №11, дом №44 (на фронтоне отметка 1911г.)
Недолгое время улица Фонтанна имела правительственные функции. В доме №53 жил вместе с семьей Николай Комаровский, которого немецкие захватчики назначили на должность бургомистра города. Спасая собственную жизнь и жизнь своей семьи, Комаровский покинул город в 1943 году. В опустевший дом Комаровского после войны вселился Молотовский райком коммунистической партии (в будущем райком Жовтневого района).
Дом №87 на пересечении Фонтанной и проспекта Металлургов — лучшее светское двухэтажное сооружение в стиле сецессия в городе Мариуполь, памятник архитектуры, передан милиции. В дооктябрьский период — Высшее мужское учебное училище, открытое еще в 1912 году. Во времена СССР - образовательная школа № 5, сейчас - милиция.
БЦ «Галакс» 2-й корпус (д. 70)
кафе «Артана» (д. 71)
паспортный стол Центрального района (д. 73);
отель Mari hotel (д. 76);
отделение «Новой почты» (д. 77);
магазин «Мото» (д. 78);
отделение «Дельта-Банка» (д. 80)
отделение полиции Центрального района Мариуполя (д. 87)

## Сечение с другими улицами
Торговая улица
Харлампиевская улица
Греческая улица
Улица А. Куинджи
Архитектора Нильсена
Проспект Металлургов
Писарева
Фактически улицу можно разделить на два участка. От проспекта Металлургов до улицы Архипа Куинджи — деловой центр города. Правда, участок между проспектом Металлургов и улицей Архитектора Нильсена закрыт для автотранспорта из-за отделения полиции на этом отрезке.
От улицы А. Куинджи до Торговой типичная одноэтажная застройка старого Мариуполя.